# General Belgrano megye (La Rioja)
General Belgrano egy megye Argentína északnyugati részén, La Rioja tartományban. Székhelye Olta.

## Népesség
A megye népessége a közelmúltban a következőképpen változott:
| Év   | Lakosság |
| ---- | -------- |
| 2001 | 7139     |
| 2010 | 7370     |